# Držkovo
Držkovo je potok na území okresu Poltár. Je levostranným přítokem Uhorského potoka, má délku 6,5 km.
Povodí Držkovo (číslo povodí 36-44-02, 01).

## Pramen
Pramení v Stolických vrších, podcelku Málinských vrchů, na jižním úpatí Brložna (813,6 m n. m.) v nadmořské výšce kolem 670 m.

## Průběh toku
Teče převážně jižním směrem přes Cinobanské předhůří v Revúcké vrchovině. Protéká obcí Hradište a nedaleko obce Uhorské se vlévá do Uhorského potoka v nadmořské výšce asi 255 m.